# 코뿔바다오리
코뿔바다오리(Fratercula arctica)는 바다쇠오리과에 속하며, 흔히 퍼핀이라고 알려져 있다. 코뿔바다오리는 퀘벡, 아이슬란드, 그린란드, 뉴펀들랜드와 래브라도, 노사스코샤, 페로 제도에 번식하며, 최남쪽으로 서부 메인주와 동부 프랑스까지 분포한다. 아이슬란드의 웨스트만 제도에서 가장 흔하게 볼 수 있다. 개체수가 많고 분포 지역이 넓지만, 분포 지역 일부에서 수가 빠르게 감소하여 국제 자연 보전 연맹(IUCN)에서 취약종으로 분류하고 있다. 육지에서는 주로 직립한 자세를 하고 있으며, 바다에서는 수면에서 헤엄을 치며 날개를 이용해 물속으로 잠수하여 주로 작은 물고기를 먹는다.
머리와 등은 검은색이고 배는 흰색이며, 뺨에 연한 회색 반점을 가지고 있다, 부리는 붉고 검은색이며 폭이 넓고 다리는 주황색이다. 겨울에 바다에 있는 동안 털갈이하며, 밝은색의 얼굴 특징 중 일부가 사라지며, 봄에 다시 색이 돌아온다. 다 자란 수컷과 암컷의 외형은 동일하지만, 보통 수컷이 약간 더 크다. 어린 개체는 깃털은 비슷하지만, 뺨의 반점은 진한 회색이다. 머리 장식은 밝은색을 띠지 않으며, 부리는 더 좁고 끝이 누르스름한 갈색을 띠는 어두운 회색이며, 다리와 발도 검다.
가을과 겨울에 차가운 북쪽 외해에서 수영과 잠수를 하며, 물고기를 잡아먹고 살다가, 늦봄에 번식기가 시작되면 해안 지역으로 돌아온다. 절벽 꼭대기 군락지에 둥지를 틀고, 굴을 파서 흰 알 하나를 낳는다. 새끼들은 대부분 생선 전체를 먹고 빠르게 자란다. 약 6주 후에, 새끼들은 완전히 깃털이 다 나고 밤에 바다로 나간다. 그리고 해안에서 헤엄쳐 떠나 몇 년 동안 육지로 돌아오지 않는다.
군락지는 대부분 육지 포식자가 없는 섬에 있지만, 성체와 갓 태어난 새끼는 갈매기와 도둑갈매기에 의해 공중에서 공격받을 위험이 있다. 때때로 북극 도둑갈매기와 같은 새는 물고기를 문 코뿔바다오리를 괴롭혀, 잡은 물고기를 떨어뜨리게 한다. 눈에 띄는 외모와 크고 화려한 부리, 뒤뚱거리는 걸음걸이, 그리고 행동은 "바다의 광대"와 "바다 앵무새"와 같은 별명을 만들어냈다.

## 분류 및 어원
코뿔바다오리는 도요목이라는 바닷새의 한 종류이다. 그것은 작은오리바다류의 가족인 바다쇠오리과에 있으며, 바다오리, 전형적인 작은오리바다류, 바다쇠오리, 작은바다쇠오리, 퍼핀 및 레이저빌을 포함한다. 흰수염바다오리와 퍼핀은 밀접한 관련이 있으며, 함께 바다쇠오리 부족을 구성한다. 코뿔바다오리는 대서양에서 발생되는 퍼핀 속의 유일한 종이다. 두 가지의 종은 털이 자란 퍼핀과 뿔이 있는 퍼핀으로, 북동부 태평양에서 알려져 있으며, 후자는 코뿔바다오리의 가장 가까운 친척이다.

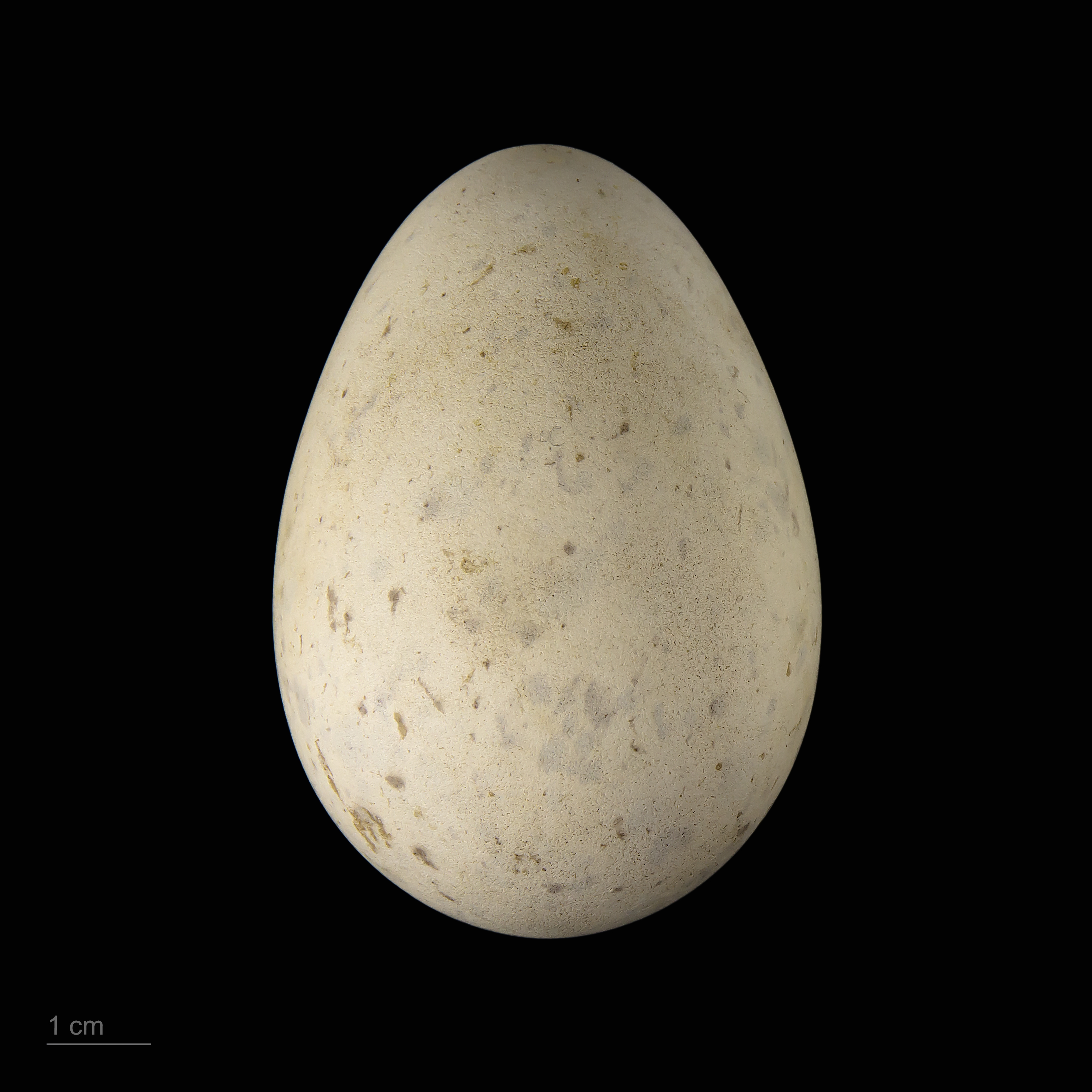
Fratercula arctica arctica

일반적인 이름 Fratercula는 중세 라틴어인 Fratercula, 수사에서 유래되었으며, 흑백 깃털을 닮은 수도원의 예복을 참조한 것이다. 특정 이름 Arctica는 그리스어 ἄρκτος (arktos)에서 파생된 새의 북쪽 분포에서 참조된 것이며, 곰은 북쪽의 별자리인 큰곰자리에서 참조되었다. 코뿔바다오리는 훨씬 늦은 단계에서 이름을 얻게 됐는데, 그 이유는 아마 비슷한 중첩 습관 때문일 것이다. 1768년, Pennant에 의해 ‘코뿔바다오리(Atlantic puffin)’라는 이름이 공식적으로 적용되었다. 이 종은 일반적인 퍼핀으로도 일려져 있지만, “Atlantic puffin”는 국제 조류 학회에서 권장하는 영어 이름이다.

## 묘사
코뿔바다오리는 두꺼운 목, 짧은 날개, 꼬리로 튼튼한 몸을 가지고 있다. 몸길이는 튼튼한 부리 끝부터 뭉툭한 꼬리까지 28cm~30cm이다. 날개의 길이는 47cm~63cm이고, 육지를 다닐 때는 20cm가 된다. 일반적으로 수컷이 암컷보다 살짝 큰 편이나, 색상에는 차이가 거의 없다. 이마, 관자놀이, 목덜미는 광택이 나는 검은색을 띠며, 등과 날개, 목과 목 주변은 넓고 검은 깃으로 덮여있다. 머리 양쪽에는 매우 연한 회색을 띠고 있다. 머리 모양은 눈에서 각 반점의 가장 뒷부분까지 이어지는 주름을 만들어 줄무늬처럼 보인다. 눈 윗부분은 청회색이며, 아랫부분은 직사각형의 반점이 있다. 홍채는 갈색 또는 매우 진한 파란색이며, 각각 빨간색 고리를 가지고 있다. 새의 아랫부분은 가슴, 배, 꼬리 덮개는 흰색이며, 번식기가 끝날 무렵에는 검은 깃털이 빛을 잃거나 갈색이 되기도 한다. 다리는 짧으며, 비행을 하지 않을 때는 똑바로 서 있는 자세를 취한다. 양쪽 다리와 커다란 물갈퀴가 있는 발은 밝은 오렌지색이며, 날카로운 검은 발톱과 대조된다.
코뿔바다오리는 부리가 매우 특이하다. 옆에서는 부리가 넓고 삼각형 모양이지만 위에서 보면 좁은 형태를 지니고 있다. 부리의 끝 근처의 반은 오렌지-빨간색이고, 머리 근처의 반은 회색이다. 부리 밑부분의 띠가 두 부분을 나누고 있다. 부리의 정확한 비율은 나이에 따라 다른데, 시간이 지남에 따라(성체가 됨에 따라) 부리는 깊어지고, 위쪽 가장자리는 구부러지며, 밑부분에서 꼬임이 생긴다. 또한 붉은 부분에 하나 이상의 홈이 생길 수도 있다.

## 분포
코뿔바다오리는 북대서양의 차가운 바닷물에서 서식한다. 전 세계의 개체 수 90%가 유럽에서 발견 되었으며, 아이슬란드에서만 60%의 코뿔바다오리가 서식하고 있다. 다른 주요 번식지로는 노르웨이 북부와 서부 해안, 그린란드 서부 해안 등이 있다. 더 작은 크기의 군집들은 영국, 러시아 등에서도 발견된다. 섬들은 육지에 비해 번식하기에 특히 적절한 환경이라고 볼 수 있다. 그것의 대표적인 생각으로, 천적이 없다는 점을 들 수 있다.
겨울에 코뿔바다오리는 남쪽으로 분포하는 경향이 있다. 이 해양 수역은 매우 광대한 범위를 가지고 있기에, 1㎢ 이상의 범위를 자유롭게 사용할 수 있다. 이 때문에 바다에서는 거의 볼 수 없다. 한 마리는 육지로 돌아오기 전에 북쪽으로 이동한 후, 남동쪽으로 이동하면서 8개월 동안 7,700km의 바다를 비행한 것으로 알려졌다.
코뿔바다오리와 같이 작은 크기를 가진 새는, 성체의 생존률이 종의 성공에 큰 영향을 끼친다. 서식지에 다시 나타나지 않은 코뿔바다오리 중 5%만 번식기에 다시 나타났다. 나머지는 여름에 육지를 떠나 봄에 다시 나타나기 전까지 한동안 나타나지 않았다. 비록 다른 집단에서 온 개체들이 다른 지역에서 겨울을 나는 경향이 있지만, 코뿔바다오리는 넓은 바다에서 겨울을 보낸다. 온도 변화와 같은 환경적 요인과 사망률 사이의 상관관계는 밝혀지지 않았다.

## 행동
코뿔바다오리는 바다에서 홀로 생활하며, 넓은 바다에서 한 마리라도 찾는 일이 어렵기 때문에 이들의 삶이 거의 연구되지 않았다. 바다에서, 그들은 쾌활하게 몸을 흔들며, 발로 물을 강하게 밀어 나아가고, 쉬거나 잠들어 있는 것처럼 보일 때조차 바람을 등지고 있다. 부리로 깃털을 정돈하고 꼬리샘에서 나온 기름을 발라 몸을 단장하는 것에 날마다 많은 시간을 보낸다. 솜털 아래 깃털은 건조한 상태로 유지되고 단열의 역할을 한다. 위쪽은 검은색이고 아래쪽은 흰색이다. 이는 위장 기능을 하는데, 공중의 포식자들은 어둡고 물이 많은 곳에서 그들의 위치를 찾을 수 없고, 수중 공격자들은 파도 위의 밝은 하늘과 섞일 때 알아차리지 못한다. 코뿔바다오리는 공중으로 날아오르기 전에 힘차게 날개를 퍼덕이며 수면 위 물을 튀긴다. 날개의 크기는 물 위와 아래에서 사용하기 적합하며, 표면적은 새의 무게에 비해 작다. 비행을 유기하기 위해, 매초 당 수차례 매우 빠르게 날개짓을 해야만 한다. 코뿔바다오리는 수면 위를 낮고 똑바르게 비행하며, 80km/h (50 mph)로 이동할 수 있다. 착지할 때 파도에 부딪히거나, 잔잔한 물에 배로 착지한다. 바다에 있는 동안 코뿔바다오리는 매년 털갈이를 한다. 육지 새들은 털갈이 동안 날 수 있도록 부분적으로 털갈이를 하지만, 코뿔바다오리는 한 번에 모두 털갈이를 하여 한 두달 동안 완전히 날지 못한다. 털갈이는 보통 1월과 3월 사이에 이루어지지만, 어린 새들은 그해 조금 늦게 할 수 있다.

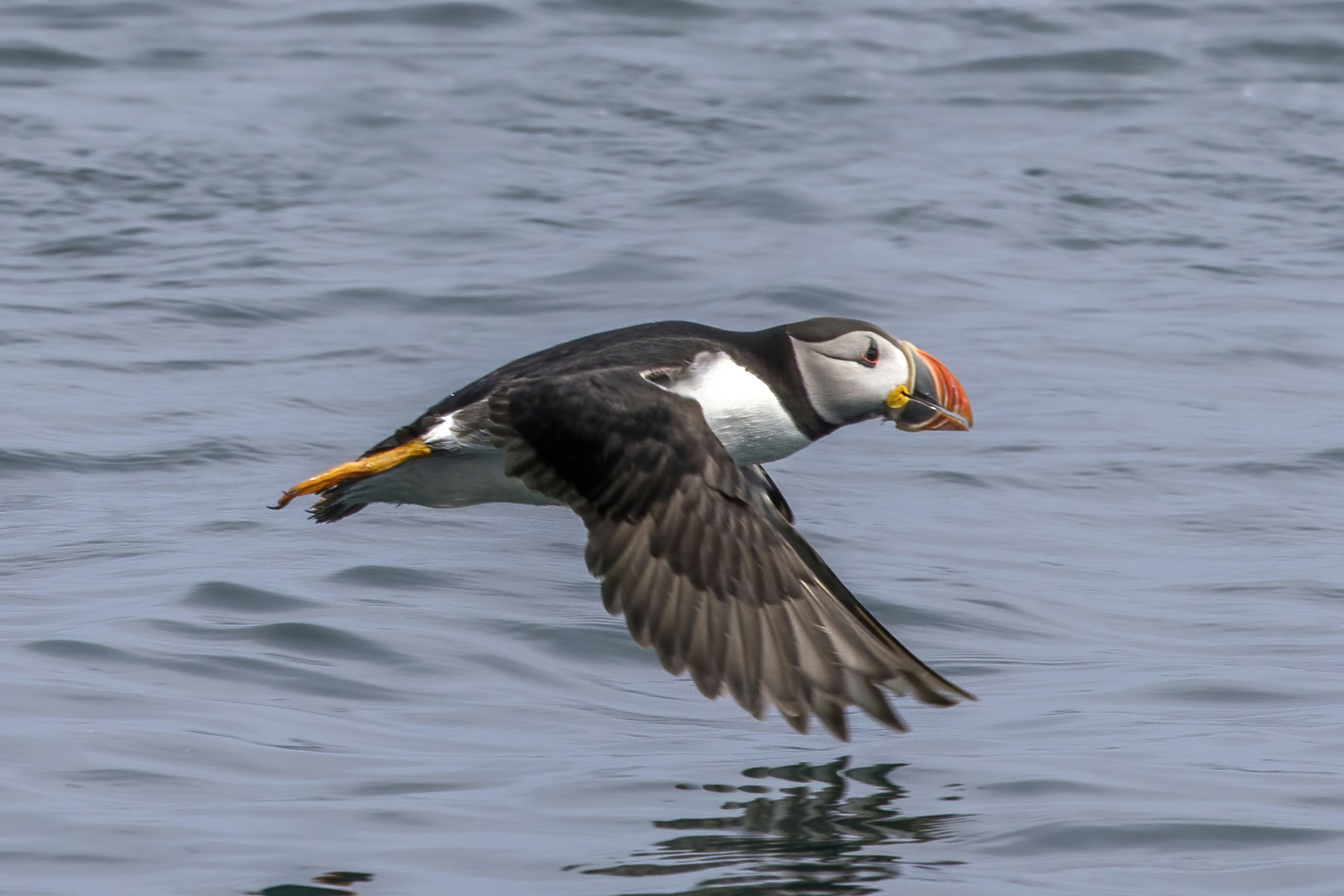
스코머 섬에서 비행
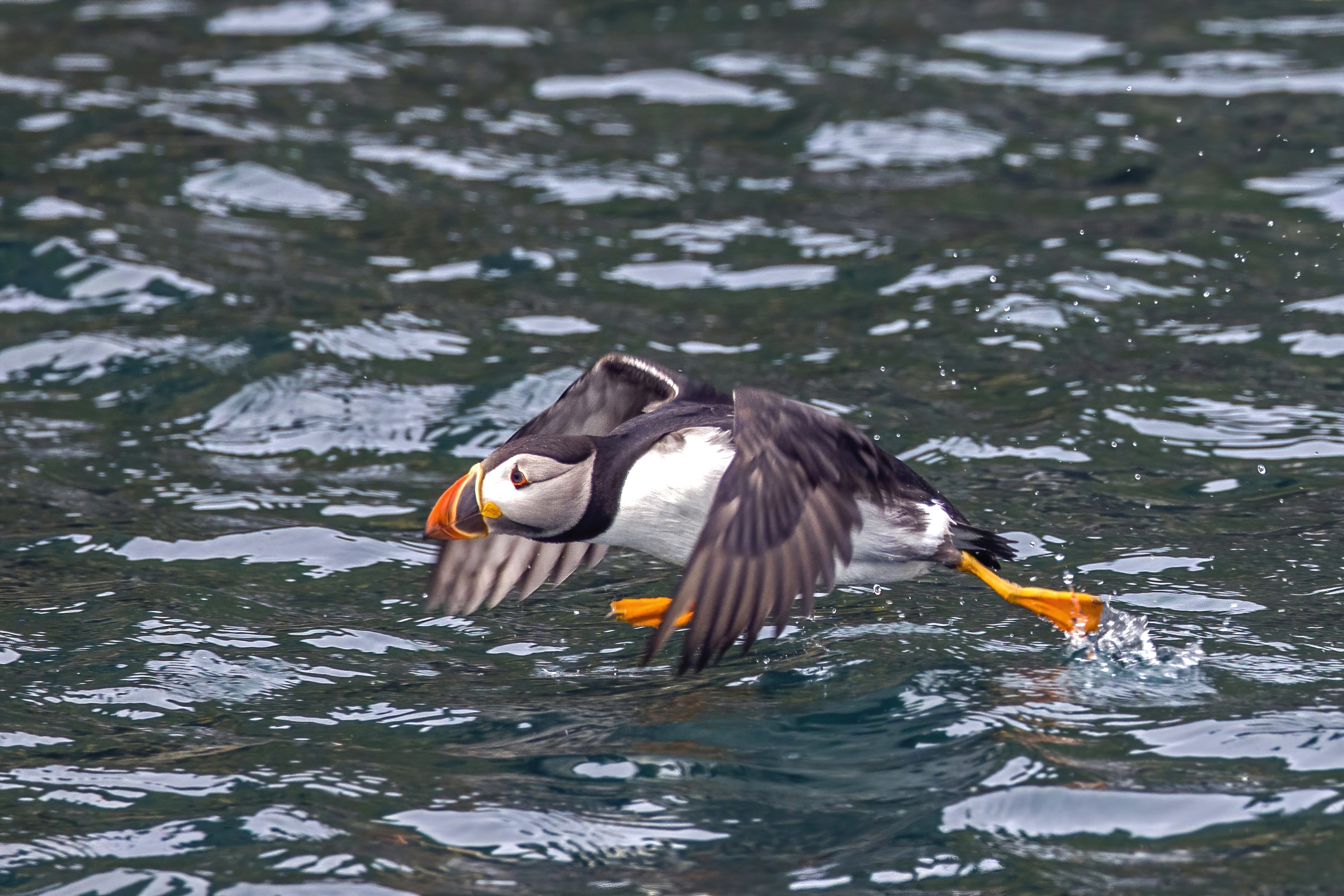
바다에서 달리며 비행

### 음식과 먹이

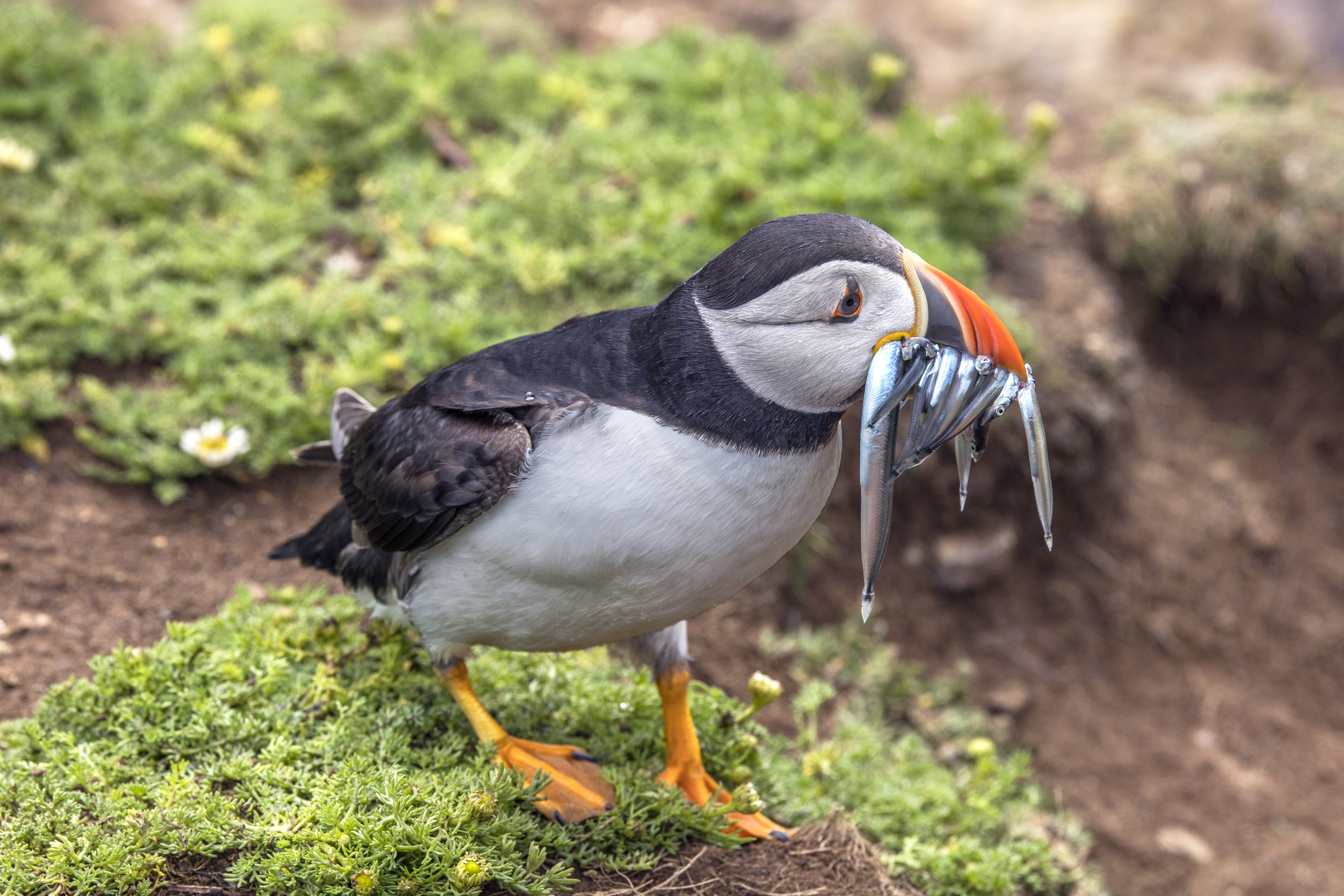
Amodytes tobianus

코뿔바다오리 먹이는 거의 물고기로 이루어져 있지만, 위 내용물을 검사한 결과, 특히 해안가에서 새우와 다른 갑각류, 연체동물, 다모충을 가끔 먹는 것으로 나타났다. 사냥할 때, 반쯤 뻗은 날개를 노로 사용하여 물 속을 헤엄쳐 ‘날 수’있고 발은 키로 사용한다. 코뿔바다오리는 빠르게 헤엄치고 상당한 깊이에 도달할 수 있으며 최대 1분 동안 잠수할 수 있다. 몸길이가 18cm나 되는 가늘고 긴 물고기를 먹을 수 있지만, 일반적으로 몸길이가 약 7cm 정도인 작은 물고기를 먹는다. 성체는 하루에 약 40마리의 물고기를 먹어야 하는데, 가장 자주 먹는 것은 장어, 청어, 작은 청어 그리고 열빙어이다. 눈으로 물고기를 잡으며, 물에 잠긴 상태에서 작은 물고기를 삼킬 수 있지만, 큰 경우 수면 위로 올라온다. 다른 물고기를 잡는 동안 홈이 있는 근육질의 혀로 첫 번째 물고기를 부리에 고정하면서 한 번에 여러 마리의 작은 물고기를 잡을 수 있다. 부리는 일렬의 물고기를 제자리에 고정될 수 있는 방식으로 맞물려 있으며, 물고기는 부리의 가장자리에 있는 안쪽을 향한 톱니로 고정되어 있다. 코뿔바다오리가 삼킨 과도한 소금은 일부는 콩팥을 통해, 일부는 콧구멍에 있는 특수한 염류샘에서 배출하여 해결한다.

## 인간과의 관계

### 상태 및 보존

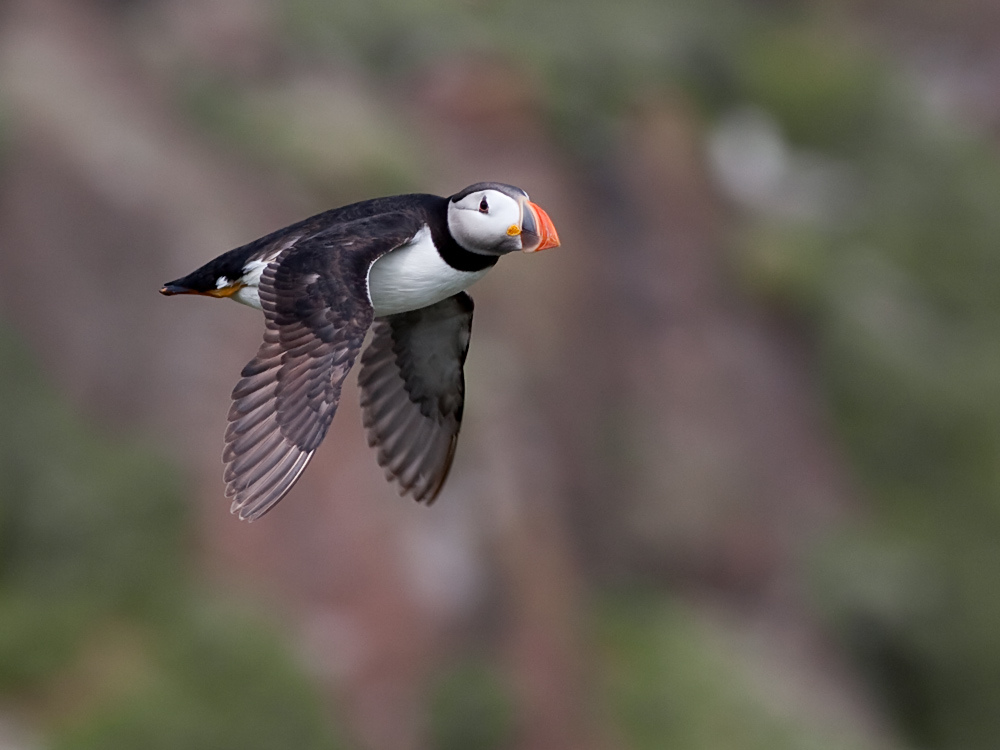
스코틀랜드 메이 섬 상공을 비행하는 중

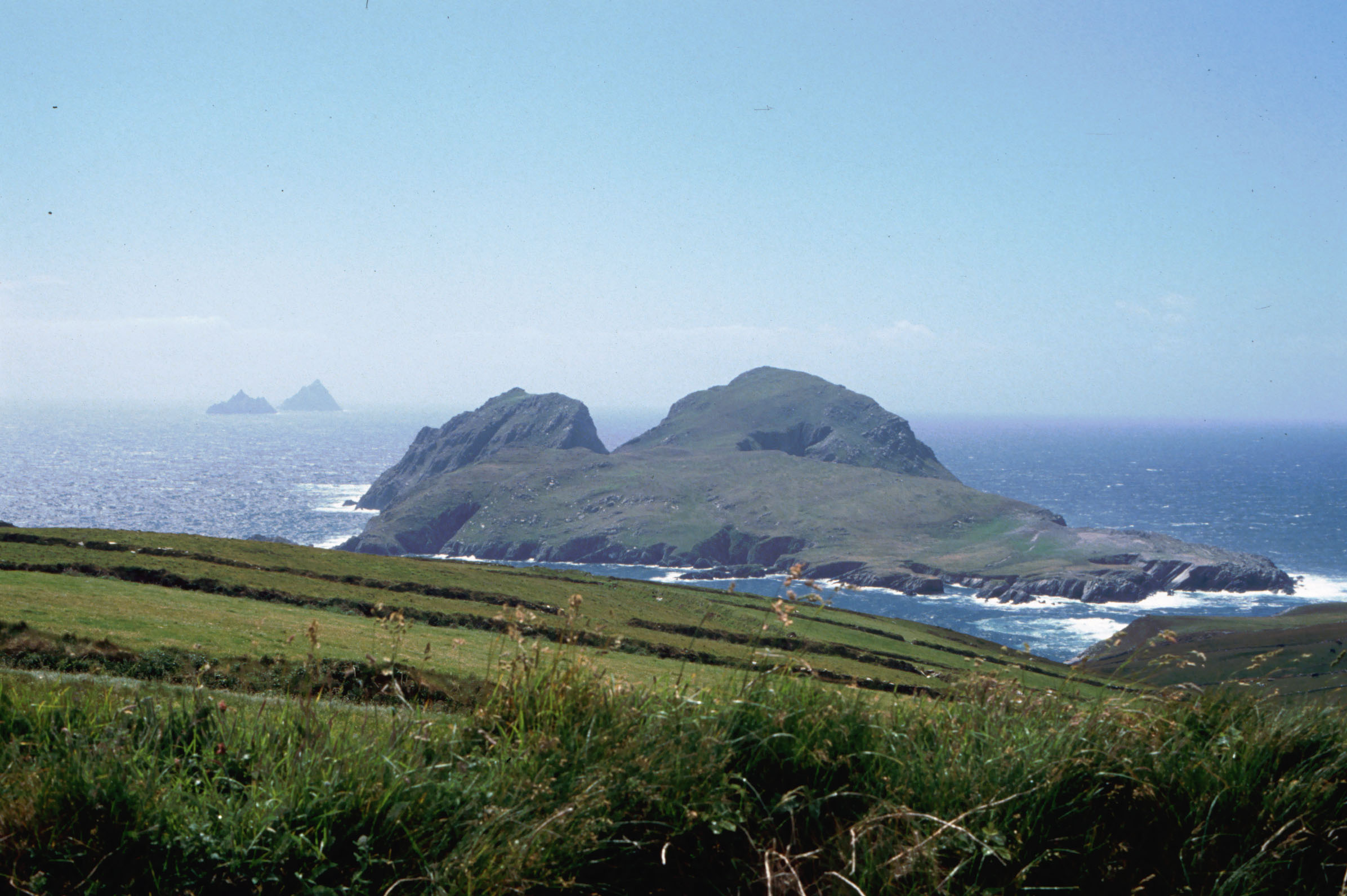
퍼핀 아일랜드, 카운티 케리, 아일랜드, 전용 퍼핀 보존 지역

코뿔바다오리는 1,620,000 km2 (625,000 sqmi)에 이르는 넓은 분포 지역을 가지고 있으며, 전 세계 인구의 90% 이상을 차지하는 유럽에는 4,770,000–5,780,000쌍(성체 9,550,000–1,160,000마리)이 서식하고 있다. 2015년 국제 자연 보전 연맹(IUCN)이 "관심대상종"에서 "취약종"으로 승격했다. 이것은 유럽 지역에서 급속하고 지속적인 인구 감소를 드러낸 검토에 의해 야기되었다. 다른 지역의 경향은 알려져 있지 않지만, 2018년에 전 세계 인구는 1,200만~1,400만 명으로 추산되었다. 개체수 감소의 원인 중 일부는 갈매기와 스쿠아에 의한 포식자 증가, 둥지를 짓기 위해 사용되는 일부 섬에 쥐, 고양이, 개, 여우 유입, 독성 잔류물에 의한 오염, 어망에 익사, 식량 공급 감소, 기후 변화 등이 있을 수 있다. 룬디 섬에서는 1939년 3,500쌍이던 코뿔바다오리 수가 2000년에는 10쌍으로 줄어들었다. 이것은 주로 섬에 번성하여 알과 어린 병아리를 먹고 있는 쥐들 때문이었다. 쥐가 제거된 후 개체수는 회복될 것으로 예상되었고, 2005년에는 30년 동안 섬에서 사육된 첫 병아리로 추정되는 어린 개체수가 관찰되었다. 2018년, 버드라이프 인터내셔널은 코뿔바다오리가 멸종위기에 처해있다고 보고했다.
20세기 후반에 북해에서 개체수가 상당히 증가했는데, 그 중 메이 섬과 파르네 제도에서는 개체수가 매년 약 10%씩 증가했다. 2013년 파르네 제도에서는 거의 40,000쌍이 번식하는 것으로 기록되었는데, 이는 2008년 인구 조사와 일부 굴이 범람한 전년의 흉작기에 비해 약간 증가한 수치이다. 이 숫자는 아이슬란드 식민지에서 500만 쌍이 번식하는 것에 비하면 적은 숫자이며, 대서양부팽이는 섬에서 가장 인구가 많은 새이다. 아이슬란드산 부엉이의 절반 정도가 번식하는 웨스트만 제도에서는 1900년경 과도한 수확으로 거의 멸종 위기에 처했고 30년간 사냥 금지령이 내려졌다. 재고를 회수했을 때, 다른 수확 방법이 사용되었고, 지금은 사냥이 지속 가능한 수준으로 유지되고 있다. 그럼에도 불구하고 2011년 아이슬란드 전역에 대한 사냥 금지가 요구되었지만, 최근 번식에 성공하지 못한 것은 과도한 수확보다는 먹이 공급의 감소로 비난을 받고 있다. 2000년 이래로 아이슬란드, 노르웨이, 페로 제도, 그린란드에서는 급격한 인구 감소가 관찰되었다. 영국에서도 비슷한 추세가 나타났는데, 1969년부터 2000년까지 증가세가 역전된 것으로 보인다. 예를 들어, 페어아일랜드의 군체는 1986년에 20,200마리로 추정되었지만, 2012년까지 거의 절반으로 줄어들었다. 현재의 추세에 따르면, 유럽 인구는 2000년과 2065년 사이에 50–79% 감소할 것이다.
SOS 퍼핀(SOS Puffin)은 스코틀랜드 북베릭에 있는 스코틀랜드 시버드 센터에서 포스 1호의 섬에 서식하는 퍼핀을 보호하기 위한 보존 프로젝트이다. 한때 28,000쌍을 가진 스코틀랜드에서 가장 큰 식민지 중 하나였던 크레이그라이스 섬의 퍼핀 수는 큰 도입 식물인 나무 몰로(Lavatera arborea)의 침입으로 인해 단 몇천 마리로 급격히 감소했다. 이것은 빽빽한 덤불 속에서 섬 전체에 퍼졌고, 부엉이가 굴을 파고 번식하기에 적합한 장소를 찾지 못하게 한다. 이 프로젝트는 700명 이상의 자원봉사자들의 지원을 받고 있으며, 번식하기 위해 더 많은 수의 퍼핀이 돌아오면서, 식물을 줄이는 데 진전이 있었다. 이 센터가 취한 또 다른 보호 조치는 늦여름에 운전자들이 출발하기 전에 그들의 차 밑을 확인하도록 장려하는 것이다. 가로등에 의해 방향을 잃은 어린 뻐꾸기들이 마을에 내려와 차량 아래에 대피할 수 있기 때문이다.

### 오염
코뿔바다오리는 겨울을 해외에서 보내기 때문에 인간의 행동과 기름 유출과 같은 재앙에 취약하다. 기름칠한 깃털은 단열 능력이 떨어지며, 새를 온도 변화에 더 취약하게 만들고 물 속에서 부력을 덜 느끼게 한다. 많은 새들이 죽고, 다른 새들은 가제를 먹이고, 독소를 흡입함으로써 기름을 제거하려고 시도하는 동안 죽는다. 이것은 기도와 내장에 염증을 일으키고, 장기적으로는 간과 신장에 손상을 입힌다. 이 트라우마는 생식 성공의 상실과 배아 발달에 해로움을 줄 수 있다. 바다에 멀리 떨어져 있는 겨울에 발생하는 기름 유출은 바닷가 조류보다 덜 영향을 미칠 수 있는데, 이는 파도의 흔들림에 의해 원유 조각들이 곧 부서지고 흩어지기 때문이다. 기름이 묻은 새들이 대서양 연안의 해변으로 밀려올 때, 죽은 오크들 중 약 1.5%만이 코뿔바다오리이지만, 다른 많은 새들이 육지에서 멀리 떨어져 죽어서 가라앉았을지도 모른다. 1967년 유조선 토레이캐니언의 난파사고와 기름유출 사고 이후 죽은 코뿔바다오리는 거의 회수되지 않았지만, 이듬해 프랑스에서 번식하는 코뿔바다오리는 이전 수준의 16%로 줄었다.

### 기후변화
기후 변화는 북대서양의 바닷새 개체군에 영향을 줄 수 있다. 가장 중요한 인구 통계는 해수면의 온도 상승일 수 있으며, 이는 북대서양 퍼핀 군락에 도움이 될 수 있다. 번식 성공은 병아리가 성장함에 따라 최대 수요 시 충분한 양의 먹이 공급에 달려 있다. 노르웨이 북부에서 병아리에게 먹이는 주요 먹이는 청어이다. 전년도 새로 부화한 물고기 유충의 성공은 플랑크톤의 풍부함을 조절하는 수온에 의해 좌우되었고, 이는 다시 첫해 청어의 성장과 생존에 영향을 미쳤다. 코뿔바다오리 군집의 번식 성공은 이러한 방식으로 전년의 수면 온도와 상관관계가 있는 것으로 밝혀졌다.

### 관광

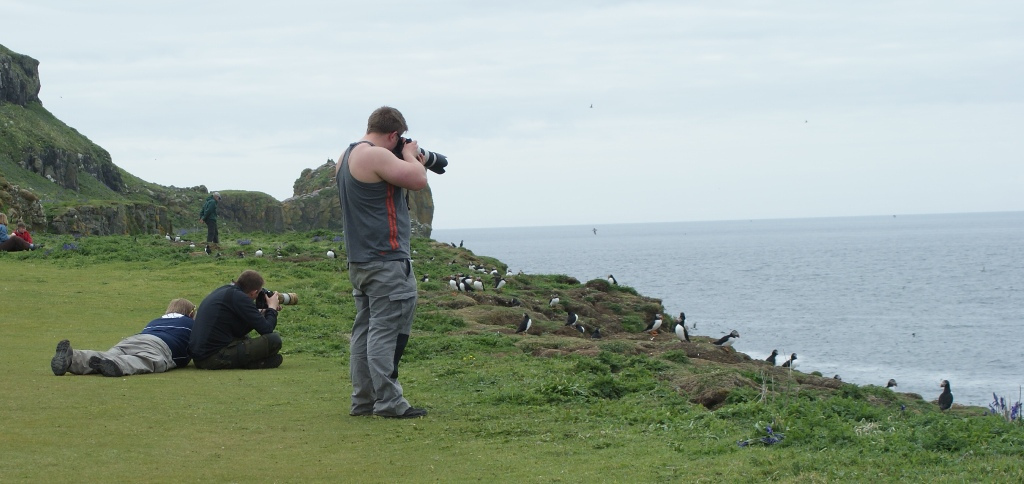
새 사진 촬영

코뿔바다오리의 번식 집단은 조류 관찰자들과 관광객들에게 흥미로운 구경거리를 제공한다. 예를 들어, 매년 4000마리의 바다오리가 메인주 연안의 섬에 둥지를 틀고, 방문객들은 여름 동안 운영되는 관광 보트에서 그들을 볼 수 있다. 록랜드에 있는 프로젝트 퍼핀 방문객 센터는 새와 그들의 생명, 그리고 그 센터를 운영하는 전미 오듀본 협회에 의해 진행되고 있는 다른 보존 프로젝트에 대한 정보를 제공한다. 씰 아일랜드 국립 야생동물 보호구역에 있는 군체의 전경은 번식기 동안 라이브 캠을 통해 볼 수 있다. 아이슬란드, 헤브리디스 제도, 뉴펀들랜드에서도 비슷한 투어가 운영되고 있다.

### 사냥

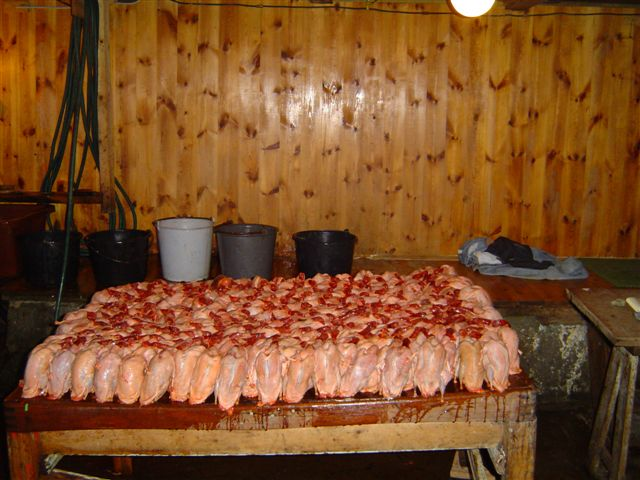
Stóra Dímun에서 퍼핀은 중요한 음식

역사적으로 코뿔바다오리는 잡아서 신선하게 먹거나 소금물에 절이거나 훈제하여 말린 것이다. 깃털은 침구류에 사용되었고 알은 먹었지만, 다른 바다새들처럼 그렇게 많이 먹지는 않아서 둥지에서 추출하기가 더 어려웠다. 대부분의 나라에서, 코뿔바다오리는 현재 법률의 보호를 받고 있고, 사냥이 여전히 허용된 나라에서는 엄격한 법이 과도한 착취를 방지하고 있다. 비록 아이슬란드에서는 병아리 사육에 성공하는 새의 수가 줄어들고 있다는 우려 때문에 코뿔바다오리 사냥을 전면 금지해야 한다는 주장이 제기되었지만, 아이슬란드와 페로 제도에서는 여전히 포획되어 식용되고 있다.

### 문화에서
코뿔바다오리는 캐나다 뉴펀들랜드 래브라도 주의 공식 새 상징이다. 2007년 8월 마이클 이그나티에프 캐나다 자유당 부대표는 코뿔바다오리를 캐나다 자유당의 공식 상징으로 제안했으나 실패했다. 노르웨이의 도시 베뢰이는 시민 상징으로 코뿔바다오리를 가지고 있다. "바다의 광대"와 "바다 앵무새"를 포함한 많은 비공식적인 이름이 붙여졌고, 어린 펭귄은 "퍼플링"이라고 불릴 수 있다.

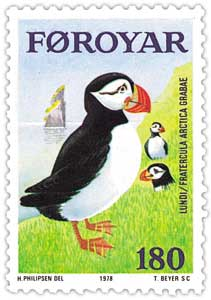
페로 제도 1978년 Holger Philipsen의 우편 우표

많은 섬들이 그 새의 이름을 따서 명명되었다. 영국의 룬디 섬은 영국의 섬으로, 룬디 섬은 북유럽의 룬디 섬에서 유래한 이름이다. 콥스 또는 숲이 우거진 지역을 가리키는 "흙"이라는 단어의 다른 의미와 관련된 다른 설명이 제안되었다. 바이킹들은 본토에서 약탈을 당한 후 섬을 유용한 피난처이자 비축지로 발견했을지도 모른다. 1929년, 이 섬은 자체 동전을 발행했고, "퍼핀"으로 된 액면가가 찍힌 우표도 발행했다. 우표에 코뿔바다오리를 묘사한 다른 나라들로는 올더니, 캐나다, 페로 제도, 프랑스, 지브롤터, 건지, 아이슬란드, 아일랜드, 맨 섬, 저지, 노르웨이, 포르투갈, 러시아, 슬로베니아, 세인트피에르 미켈론, 영국 등이 있다.

## 추가 자료
- Ehrlich, P.R.; Dobkin, D.S.; Wheye, D. (1988). 《The Birder's Handbook: A Field Guide to The Natural History of North American Birds》 Atlantic Puffin판. New York: Simon & Schuster. 207, 209–214쪽. ISBN 0-671-62133-5.